# Frau Dorothys Bekenntnis
Frau Dorothys Bekenntnis ist ein österreichisches Stummfilm-Kriminaldrama aus dem Jahre 1921 von Michael Kertesz mit Lucy Doraine und Alfons Fryland in den Hauptrollen. 

## Handlung
In einem Vorstadthotel irgendwo in den USA ist ein Mord geschehen. Ein Mann wurde erschossen aufgefunden und eine junge Frau in eleganter Kleidung, die man beschuldigt, die Tat begangen zu haben, verhaftet. Aber weder ein Kreuzverhör noch polizeiliche Druckmittel können die junge Dame namens Dorothy dazu bewegen, ihren Namen zu nennen oder gar ein Geständnis abzulegen. Da entschließt sich die Polizei, mit einem grausamen Einfall ihr Schweigen zu brechen. Dorothy wird mit der Leiche des Ermordeten in ein Zimmer gesperrt, und endlich beginnt die Beschuldigte zu reden.
Dorothys erzählt in einem Aufsehen erregenden Prozess gegenüber dem Richter von ihrem bisherigen Martyrium. Sie lebte im Haus ihres reichen Onkels John Robey, der sie einst an Kindes statt angenommen hat. Als junge Frau verlobte sie sich mit William Farleigh, einem jungen Fabrikanten. Der skrupellose Abenteurer Harry Harwood, der nach dem beträchtlichen Robey-Besitz giert, erobert durch einen Trick das Herz Dorothys und verdrängt damit William aus ihrem bisherigen Leben, ermordet den Onkel und lenkt den Verdacht auf seinen Komplizen Jimmy Fox. Anschließend beginnt der Schurke an der Seite von Dorothy ein Leben voll Prunk und Glanz. Doch das Vermögen schmilzt dahin, und der soziale Abstieg scheint unausweichlich. Harwood zeigt nun sein wahres Gesicht. Nachdem das Gericht alle Wahrheiten kennt, wird Dorothy freigesprochen.

## Produktionsnotizen
Frau Dorothys Bekenntnis entstand Mitte 1921 in Wien und wurde auch dort am 7. Oktober 1921 uraufgeführt. Der Film besaß eine Länge von 1478 Metern.
Arthur Gottlein diente als Regieassistent.

## Kritik
Das Deutsche Volksblatt meinte: „Lucy Doraines Spiel überstrahlt alles durch die Anmut und Eleganz. In der Meisterregie Kertesz gelangen aber auch ihre Partner Treßler, Fryland und Graf Salm zur wirkungsvollen Darstellung.“